# Leucauge prodiga
Leucauge prodiga este o specie de păianjeni din genul Leucauge, familia Tetragnathidae. A fost descrisă pentru prima dată de Ludwig Carl Christian Koch în anul 1872.
Este endemică în Samoa. Conform Catalogue of Life specia Leucauge prodiga nu are subspecii cunoscute.